# Arturo Rodenak
Arturo Emilio Rodenak Karaba (* 13. April 1931 in La Plata; † 26. September 2012 in Talca) war ein argentinischer Fußballspieler und -trainer. Der Torwart spielte bei Teams in Argentinien, Chile und Bolivien.

## Karriere

### Verein
Arturo Rodenak begann seine Karriere 1950 bei Gimnasia La Plata und kam über den CA Tigre nach Chile zu den Rangers de Talca. Bei den Rangers stand er in sechs Jahren in 93 Ligaspielen im Tor. Größter Herausforderer war der ebenfalls aus La Plata stammende Walter Behrends, der bis 1960 für Talca spielte. Rodenak erlangte 1962 die chilenische Staatsangehörigkeit und wechselte 1963 zu Ligakonkurrent Audax Italiano, wo er fünf Jahre spielte. In Chile war der Torwart auch für Deportes Iberia und San Antonio Unido aktiv. Seine letzten Karrierejahre verbrachte Rodenak in Bolivien und beendete seine Profilaufbahn 1972 beim Club San José.

### Nationalmannschaft
Mit der argentinischen U23-Nationalmannschaft nahm Rodenak an den Panamerikanischen Spielen teil und gewann mit der Albiceleste die Goldmedaille.

### Trainer
Als Trainer sprang Rodenak mehrmals bei den Rangers de Talca ein und war daher als Feuerwehrmann bekannt. 1988 war er zudem bei Deportes Linares aktiv.